# Mai Kragballe
Mai Kragballe Nielsen, (født 15. december 1997) er en dansk håndboldspiller, der spiller for HH Elite. Hun har tidligere spillet for FCM Håndbold, København Håndbold, Randers HK, Neptunes Nantes og IK Sävehof.
Hun fik ligadebut i januar 2015 for FCM Håndbold.
Hun har op til flere U-landsholdskampe på CV'et. Hun har bl.a. været med til at vinde U-17 OL-guld i 2013, U-18 VM-bronze i 2014, U-19 EM-guld i 2015 og U-20 VM-guld i 2016. I 2016 rundede hun 300 mål, samlet, for de danske ungdomslandshold.
Antal Kampe/Mål (U-landshold) : 71/312
Antal A-landskampe: 2
Mai Kragballe har i alt deltaget i 4 U Danmarksmesterskaber.

2011/12 U14 DM med BK Ydun (4. plads)

2012/13 U16 DM med BK Ydun (4. plads) 

2013/14 U16 DM med BK Ydun (2. plads)

Kragballe blev samlet topscorer under hele stævnet alle 3 gange.

2014/15 U18 DM med FCM Håndbold (1. plads) 

Kragballe sluttede som topscorer i finalen med hele 12 mål.

2016/17 DM sølv med København Håndbold (2. plads)

2017/18 DM guld med København Håndbold (1. plads)
2017/18 Santander Cup sølv med København Håndbold (2. plads)
2018/19 DM Bronze med København Håndbold
Sæson 18/19 Champions Leauge med København Håndbold og blev topscorer for holdet. (Main Round)
2022/23 SM guld med IK Savehof (1. plads)
2022/23 Cup guld med IK Savehof (1. plads)